# Manifest von Ventotene

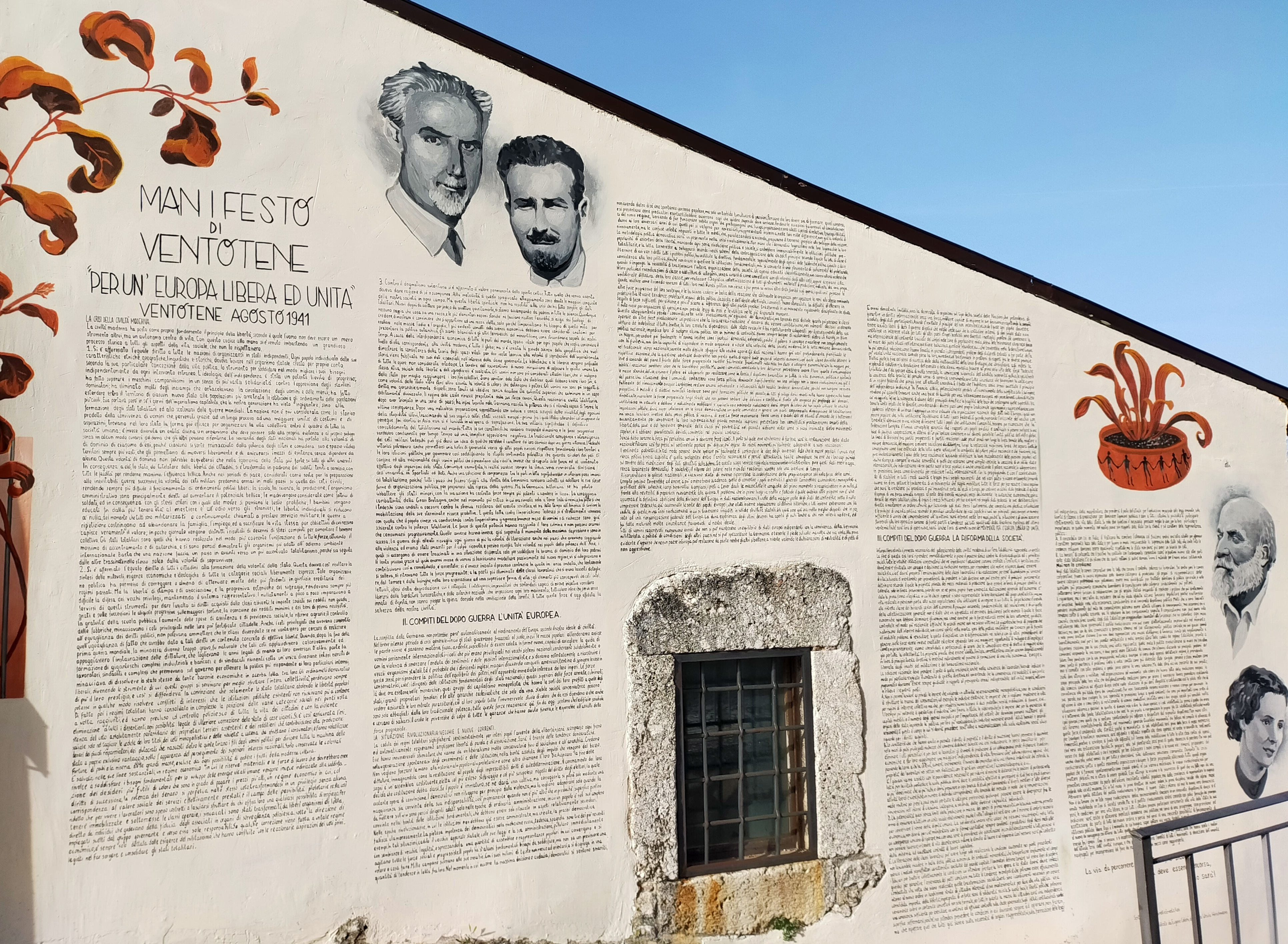
Erinnerung an das Manifest von Ventotene auf einer Hauswand in Aielli

Das Manifest von Ventotene (eigentlich Per un'Europa libera e unita. Progetto d'un manifesto; deutsch Für ein freies und einiges Europa. Projekt eines Manifests) ist eine 1941 verfasste programmatische Schrift von drei italienischen Antifaschisten aus unterschiedlichen politischen Lagern; Altiero Spinelli (kommunistisch, danach Hinwendung zur undogmatischen Linken), Ernesto Rossi (liberal, zuvor jedoch national orientiert) und Eugenio Colorni (sozialistisch-sozialreformerisch), in der diese das Ideal eines europäischen Föderalismus entwarfen. Das Manifest sieht die Souveränität der Nationalstaaten als Ursache für den Zweiten Weltkrieg und fordert daher zum Erhalt von Frieden und Freiheit die Gründung eines europäischen Bundesstaats durch eine revolutionäre Bewegung. Zugleich ist das Manifest von sozialistischen und kommunistischen Wirtschaftsvorstellungen geprägt. Es ist einer der wichtigsten frühen Entwürfe einer europäischen Integration.

## Entstehung und Bedeutung
Das Manifest von Ventotene wurde auf der italienischen Insel Ventotene von den Antifaschisten Altiero Spinelli, Ernesto Rossi und Eugenio Colorni in ihrer Gefangenschaft geschrieben. Alle drei waren ab ca. 1939 zusammen auf der Insel Ventotene im Golf von Gaeta (zwischen Rom und Neapel) inhaftiert und setzten sich dort mit den Konzepten des europäischen Föderalismus auseinander, wie er seit den 1920er Jahren etwa durch die Paneuropa-Union und die britische Federal Union entworfen worden war.
Hauptautor des Manifests war Altiero Spinelli, der den Text ausformulierte und heimlich auf Zigarettenpapier aufschrieb. Eugenio Colorni, der schon 1941 freigelassen wurde, konnte bis dahin beim Inhalt mitarbeiten. Ursula Hirschmann, der Ehefrau von Eugenio Colorni, gelang es, das vorher in vier Abschnitte aufgeteilte Manifest, im Bauch eines gebratenen Huhns versteckt aus dem Gefängnis herauszubringen. Die Abschnitte wurden vervielfältigt und in Rom als Flugzettel herausgegeben. Als Autoren wurden dabei die Initialen AS für (Altiero Spinelli), ER für Ernesto Rossi angegeben. Mit einem Vorwort von Colorni wurde das Manifest als Ganzes in der Folgezeit weiter vervielfältigt und im Januar 1944 unter dem Titel „Probleme des europäischen Verbandes“ zusammen mit zwei weiteren Aufsätzen Spinellis („Die Vereinigten Staaten von Europa und die verschiedenen politischen Richtungen“ sowie „Marxistische Politik und föderalistische Politik“, verfasst 1942/43) in Rom in Umlauf gebracht. Colorni wurde 1944, wenige Tage vor dem Ende der Diktatur, in Rom erschossen.
Vom 27. bis 28. August 1943, während des alliierten Italienfeldzugs und nach der Freilassung Spinellis und Rossis, organisierte Altiero Spinelli in Mailand ein Treffen italienischer Antifaschisten. Hier wurde das Movimento Federalista Europeo (MFE) gegründet, das sich programmatisch auf das Manifest stützte. Das Manifest beeinflusste auch das 1946 von europäischen Föderalisten verschiedener Länder ausgearbeitete Hertensteiner Programm, das allerdings in einigen Punkten bereits deutlich weniger radikal formuliert war.

## Inhalt
Das Manifest bestand ursprünglich aus vier Teilen, die in der Ausgabe von 1944 von Colorni zu drei Teilen umgruppiert wurden. Während der erste und zweite Teil („Die Krise der modernen Zivilisation“ und „Aufgaben der Nachkriegszeit: Die europäische Einigung“) sowie die zweite Hälfte des dritten Teils („Aufgaben der Nachkriegszeit: Die Gesellschaftsreform“) vor allem von Altiero Spinelli stammen, ist die erste Hälfte des dritten Teils im Wesentlichen von Ernesto Rossi verfasst.

## Zeitgenössische Rezeption
EU-Kommissionspräsidentin Ursula von der Leyen zitierte einen Auszug des Manifests im Plenum des Europäischen Parlaments am 16. April 2020 und rief damit zur Einigkeit und Transformation im Zuge der COVID-19-Pandemie auf.